# Michele I, Granduca di Kiev
Michele I di Kiev, detto anche Michele di Černihiv (Kiev, 1185 circa – Saraj, 30 settembre 1246), è stato un principe ucraino.
Gran principe di Kiev della famiglia dei Rjurikidi nel 1243, è venerato come santo cristiano e viene festeggiato il 20 settembre in Occidente e in Oriente, e localmente il 30 settembre.

## Biografia
Michele era uno dei figli di Vsevolod IV di Kiev e della di lui consorte Maria, figlia di Casimiro II di Polonia, detto "il giusto", re di Polonia.
Dal 1206 egli ricevette dal padre il principato di Perejaslav, che però dovette abbandonare sotto la pressione degli altri principi della sua famiglia. In seguito divenne principe di Černihiv fino al 1236. Tentò di resistere ai Mongoli alleandosi con l'Ungheria. Non avendo ottenuto sufficiente sostegno, si dovette inchinare diventando vassallo del Khan mongolo per il principato di Černihiv e dovette rendere omaggio al Khan Batu presso l'Orda d'Oro. Il 19 novembre 1240 i Mongoli bruciarono Kiev e il 13 febbraio successivo passarono la Vistola sul ghiaccio. Nel 1243 suo cognato Danilo di Galizia obbligò Rostislav III di Kiev ad abdicare e a cedere il trono a Michele I. Quest'ultimo si recò presso l'Orda d'Oro per ottenerne l'investitura. Non vedendolo tornare, gli abitanti di Kiev vollero richiamare Rostislav III, che dovette inchinarsi di fronte al figlio di Michele, divenuto granduca con il nome di  Rostislav IV di Kiev.
Michele fu martirizzato dai Mongoli a Saraj il 30 settembre 1246. Verrà canonizzato dalla Chiesa ortodossa russa. La sua salma fu inumata nella Cattedrale di San Michele Arcangelo di Mosca.

## Matrimonio e discendenza
Dalla moglie Maria Romanovna, figlia di Romano di Galizia, ebbe:
- Rostislav Michajlovič, divenuto poi Rostislav IV di Kiev
- Maria, morta il 9 dicembre 1271, andata sposa nel 1227 a Vassilko, principe di Rostov, ucciso il 4 marzo 1238 dai Mongoli.
- Eufrosina, morta nel 1250, religiosa sotto il nome di Théodula, santa cristiana, festeggiata il 25 settembre
- Roman, principe di Briansk, morto nel 1285.
- Siméon, principe Gluckowski.
- Mstislav, principe Karatchevski.
- Georges, principe Tarouski.

## Ascendenza
|                         |                         |                             | Genitori              |  |  | Nonni |  |  | Bisnonni |  |  | Trisnonni |  |
|                         |                         |                             |                       |  |  |       |  |  | …        |  |  | …         |  |
|                         |                         |                             |                       |  |  |       |  |  | …        |  |  | …         |  |
|                         |                         | …                           |                       |  |  |       |  |  | …        |  |  |           |  |
| Svjatoslav Vsevolodovič |                         |                             |                       |  |  |       |  |  | …        |  |  |           |  |
|                         |                         | …                           | …                     |  |  |       |  |  |          |  |  |           |  |
|                         |                         | …                           | …                     |  |  |       |  |  |          |  |  |           |  |
|                         |                         | …                           | …                     |  |  |       |  |  |          |  |  |           |  |
| Vsevolod IV di Kiev     |                         | …                           |                       |  |  |       |  |  |          |  |  |           |  |
|                         |                         | …                           | …                     |  |  |       |  |  |          |  |  |           |  |
|                         |                         | …                           | …                     |  |  |       |  |  |          |  |  |           |  |
|                         |                         | …                           | …                     |  |  |       |  |  |          |  |  |           |  |
| Maria Vasilkovna        |                         | …                           |                       |  |  |       |  |  |          |  |  |           |  |
|                         |                         | …                           | …                     |  |  |       |  |  |          |  |  |           |  |
|                         |                         | …                           | …                     |  |  |       |  |  |          |  |  |           |  |
|                         |                         | …                           | …                     |  |  |       |  |  |          |  |  |           |  |
| Michele I di Kiev       |                         | …                           |                       |  |  |       |  |  |          |  |  |           |  |
|                         | Boleslao III di Polonia | Ladislao Ermanno di Polonia |                       |  |  |       |  |  |          |  |  |           |  |
|                         | Boleslao III di Polonia | Ladislao Ermanno di Polonia |                       |  |  |       |  |  |          |  |  |           |  |
|                         | Boleslao III di Polonia | Giuditta Maria di Baviera   |                       |  |  |       |  |  |          |  |  |           |  |
| Casimiro II di Polonia  | Boleslao III di Polonia |                             |                       |  |  |       |  |  |          |  |  |           |  |
|                         |                         | Salomea di Berg             | Enrico I di Berg      |  |  |       |  |  |          |  |  |           |  |
|                         |                         | Salomea di Berg             | Enrico I di Berg      |  |  |       |  |  |          |  |  |           |  |
|                         |                         | Salomea di Berg             | Adelaide di Mochental |  |  |       |  |  |          |  |  |           |  |
| Maria di Polonia        |                         | Salomea di Berg             |                       |  |  |       |  |  |          |  |  |           |  |
|                         |                         | Corrado II di Znojmo        | …                     |  |  |       |  |  |          |  |  |           |  |
|                         |                         | Corrado II di Znojmo        | …                     |  |  |       |  |  |          |  |  |           |  |
|                         |                         | Corrado II di Znojmo        | …                     |  |  |       |  |  |          |  |  |           |  |
| Elena di Znojmo         |                         | Corrado II di Znojmo        |                       |  |  |       |  |  |          |  |  |           |  |
|                         |                         | Maria di Serbia             | …                     |  |  |       |  |  |          |  |  |           |  |
|                         |                         | Maria di Serbia             | …                     |  |  |       |  |  |          |  |  |           |  |
|                         |                         | Maria di Serbia             | …                     |  |  |       |  |  |          |  |  |           |  |
|                         |                         | Maria di Serbia             |                       |  |  |       |  |  |          |  |  |           |  |